# Вулиця Рахівська (Львів)
Ву́лиця Ра́хівська — вулиця у Сихівському районі міста Львова, в місцевості Козельники. Простягається паралельно до залізничної лінії Львів — Ходорів Львівської дирекції Львівської залізниці та поділяється на три частини: від вулиці Персенківки до проспекту Червоної Калини, від проспекту Червоної Калини до Росистої та від вулиці Райдужної до вулиці Зубрівської. Прилучаються вулиці: Вітрякова, Козловського, Рівнинна, Розбіжна, Ромашкова, Рядова, Сусідня.

## Історія
На початку 1960-х років сучасна вулиця була частиною вулиці Персенківки, а 1963 року цю частину вулиці Персенківка виокремили в окрему, яка отримала сучасну назву — вулиця Рахівська, на згадку про райцентр на Закарпатті міста Рахова.

## Забудова
На вулиці Рахівській присутня промислова, одно- та триповерховий конструктивізм 1930-х років, одноповерхова садибна, нова індивідуальна забудова.
№ 16 — комплекс будівель АТ «Львівський хімічний завод», яке є найбільшим на території Західної України підприємством-виробником технічних, харчових, медичних газів та газових сумішей. Працює на ринку газової продукції від 1954 року.